# Science Museum (métro de Shenzhen)
Science Museum (en chinois : 科学馆站) est une station du métro de Shenzhen, dans la province de Guangdong, en République populaire de Chine (RPC). Elle est sur la ligne 1 appelée aussi Ligne de Luo Bao.

## Histoire
La station Science Museum est mise en service le 28 décembre 2004 .